# Quân chủ Canada
Quân chủ Canada là cốt lõi của cả cấu trúc liên bang của Canada, Nghị viện và hiến pháp dân chủ kiểu Westminster. Chế độ quân chủ là nền tảng của các cơ quan hành pháp (Quân vương trong Hội đồng), lập pháp (Quân vương trong Quốc hội) và các nhánh tư pháp (Quân vương trên tòa) trong cả hai khu vực tài phán của liên bang và tỉnh. Chủ quyền là sự nhân cách hoá của nhà nước Canada và là Quốc vương Canada như một vấn đề của luật hiến pháp. Quốc vương và nguyên thủ quốc gia Canada hiện tại là Quốc vương Charles III, người trị vì kể từ ngày 8 tháng 9 năm 2022. Con cả của Charles, Thái tử William, là người thừa kế.
Mặc dù quân vương được chia sẻ đồng đều với 15 quốc gia độc lập khác trong Khối Thịnh vượng chung, chế độ quân chủ của mỗi quốc gia là riêng biệt và khác biệt về mặt pháp lý. Do đó, quân vương hiện tại có tên chính thức là Quân,chủ  trong khả năng này, ông, ngườiquân vươngối ngẫu của mình và các thành viên khác của Hoàng gia Canada đảm nhận các chức năng công cộng và tư nhân trong và ngoài nước với tư cách là đại diện của Canada. Tuy nhiên, quân vương là thành viên duy nhất của Hoàng gia với bất kỳ vai trò hiến pháp nào. Trong khi một số quyền lực chỉ có thể được thực thi bởi chủ quyền (như bổ nhiệm tổng đốc), thì hầu hết các nhiệm vụ hành lễ và nghi lễ của quốc vương (như triệu tập Hạ viện và đại sứ công nhận) đều được thực hiện bởi đại diện của ông, Tổng thống Canada. Tại các tỉnh của Canada,  uânmvương ỗi người được đại diện bởi một thống đốc. Khi các lãnh thổ thuộc thẩm quyền liên bang, mỗi quốc gia đều có một ủy viên, thay vì một thống đốc trung úy, người đại diện trực tiếp cho Hội đồng Hoàng gia liên bang.
Vì tất cả các cơ quan hành pháp đều được trao quyền chủ quyền, nên cần có sự đồng ý của họ để cho phép các dự luật trở thành luật và cho các bằng sáng chế và thư từ trong hội đồng có hiệu lực pháp lý. Trong khi quyền lực cho các hành vi này bắt nguồn từ người dân Canada thông qua các công ước dân chủ theo hiến pháp, thì quyền hành pháp vẫn được trao cho Vương miện và chỉ được chính phủ của họ giao phó cho chính phủ của họ, bảo vệ vai trò của Vương quốc trong việc bảo vệ các quyền, tự do và hệ thống dân chủ của chính phủ Canada và củng cố thực tế rằng "chính phủ là công chức của người dân chứ không phải ngược lại". Như vậy, trong một chế độ quân chủ lập hiến sự tham gia trực tiếp của chủ quyền trong bất kỳ các lĩnh vực quản lý còn hạn chế, với chủ quyền thường thực hiện quyền hành pháp chỉ trên lời khuyên của Ban chấp hành của Hội đồng cơ mật của Quốc vương cho Canada, với trách nhiệm pháp lý và tư pháp của chủ quyền phần lớn được thực hiện thông qua các nghị sĩ cũng như các thẩm phán và thẩm phán của hòa bình. Vương miện ngày nay chủ yếu hoạt động như một người bảo đảm quản trị liên tục và ổn định và một biện pháp bảo vệ phi đảng phái chống lại lạm quyền, chủ quyền đóng vai trò là người giám sát các quyền lực dân chủ của Vương miện và đại diện cho "quyền lực của nhân dân trên chính phủ và các đảng chính trị".

## Các khía cạnh liên bang và tỉnh
Chế độ quân chủ của Canada được thành lập tại Liên minh, khi chính phủ và chính quyền hành pháp của nó được tuyên bố (trong phần 9 của Đạo luật Hiến pháp năm 1867) "tiếp tục và được trao cho Nữ hoàng". Chế độ quân chủ Canada là một liên bang, trong đó Vương miện là đơn nhất trong tất cả các khu vực tài phán trong nước, chủ quyền của các chính quyền khác nhau được thông qua chính Vương quốc phản đối như là một phần của hoạt động hành pháp, lập pháp và tư pháp trong mỗi lĩnh vực liên bang và tỉnh và lãnh đạo nhà nước là một phần của tất cả như nhau. Thuộc địa vương thất do đó liên kết các chính phủ khác nhau thành một quốc gia liên bang, mặc dù nó đồng thời cũng được "chia" thành mười một khu vực pháp lý hợp pháp, hoặc mười một "vương miện" liên bang và mười tỉnh, với vị vua có một tính cách pháp lý riêng biệt. Như vậy, hiến pháp chỉ thị rằng bất kỳ thay đổi nào đối với vị trí của quốc vương hoặc đại diện của ông ta ở Canada đều cần có sự đồng ý của Thượng viện, Hạ viện và các hội đồng lập pháp của tất cả các tỉnh.
Toàn quyền được Nữ hoàng bổ nhiệm theo lời khuyên của thủ tướng liên bang và các thống đốc được bổ nhiệm bởi tổng đốc theo lời khuyên của thủ tướng liên bang. Các ủy viên của các lãnh thổ của Canada được bổ nhiệm bởi Toàn quyền Liên bang, theo đề nghị của Bộ trưởng Bộ Các vấn đề Ấn Độ và Phát triển phương Bắc; nhưng, vì các lãnh thổ không phải là các thực thể có chủ quyền, nên các ủy viên không phải là đại diện cá nhân của chủ quyền. Các Ủy ban Tư vấn về hẹn Phó vương giả, có thể tìm kiếm thông tin từ thủ tướng có liên quan và cộng đồng địa phương hoặc lãnh thổ, đề nghị các ứng cử viên để bổ nhiệm làm thống đốc nói chung, Phó Thống đốc, và ủy viên.

## Tài chính
Trái với niềm tin phổ biến, người Canada không phải trả thuế hay nghĩa vụ cho quốc vương của họ, cho dù là vì thu nhập cá nhân của quốc vương hay cho việc duy trì nhà ở của hoàng gia ở Canada. Trường hợp duy nhất mà một quốc vương sử dụng tiền của các đối tượng Canada là chuyến thăm chính thức của Nữ vương Elizabeth II tới đất Canada hoặc khi đóng vai trò là Nữ hoàng Canada ở nước ngoài. Điều này áp dụng như nhau cho tất cả các thành viên của hoàng gia.
Người Canada chịu các chi phí liên quan đến tổ chức của toàn quyền và các thống đốc, người thay mặt cho vương miện Canada trong các nghi lễ, chuyến đi, v.v.
Đăng ký của tỉnh và liên bang về các chi phí liên quan đến vương thất vẫn được giữ nguyên, nhưng không có ước tính chính thức nào về chi phí của chế độ quân chủ cho người Canada được thực hiện bởi chính phủ. Tuy nhiên, cứ sau ba năm, Liên minh quân chủ tiến hành nghiên cứu dựa trên ngân sách, chi tiêu và tính toán khác nhau của liên bang và tỉnh, xác định chi phí hàng năm cho các hoạt động của vương thất. Một nghiên cứu năm 2005 cho thấy tổ chức này tiêu tốn của người Canada 49 triệu đô la trong năm 2004, hoặc 1,54 đô la từ người nộp thuế. Một số người chống quân chủ cung cấp các báo cáo thuộc loại này với kết quả cuối cùng cao hơn nhiều.
Các nghiên cứu trước đây đã chỉ ra rằng tổng giá trị của vương thất Canada là 22 triệu đô la năm 1999 và 34 triệu đô la năm 2002 (lạm phát đô la Canada trong những năm qua không được tính đến).